# Tommy Ford
Tommy Ford (Hanover (New Hampshire), 20 maart 1989) is een Amerikaanse alpineskiër. Hij vertegenwoordigde zijn vaderland op de Olympische Winterspelen 2010 in Vancouver en op de Olympische Winterspelen 2018 in Pyeongchang.

## Carrière
Ford maakte zijn wereldbekerdebuut in oktober 2009 in Sölden. In december 2009 scoorde hij in Alta Badia zijn eerste wereldbekerpunten. Tijdens de Olympische Winterspelen van 2010 in Vancouver eindigde de Amerikaans als 26e op de reuzenslalom. Op de wereldkampioenschappen alpineskiën 2011 in Garmisch-Partenkirchen eindigde Ford als veertiende op de Super G, op de reuzenslalom wist hij niet te finishen.
In Beaver Creek nam hij deel aan de wereldkampioenschappen alpineskiën 2015. Op dit toernooi eindigde hij als negentiende op de reuzenslalom. Op de wereldkampioenschappen alpineskiën 2017 in Sankt Moritz wist de Amerikaan, op zijn enige onderdeel, niet te finishen op de reuzenslalom. In december 2017 behaalde Ford in Beaver Creek zijn eerste toptienklassering in een wereldbekerwedstrijd. Tijdens de Olympische Winterspelen van 2018 in Pyeongchang eindigde hij als twintigste op de reuzenslalom.
In Åre nam de Amerikaan deel aan de wereldkampioenschappen alpineskiën 2019. Op dit toernooi eindigde hij als twaalfde op de reuzenslalom. Op 8 december 2019 boekte Ford in Beaver Creek zijn eerste wereldbekerzege.

## Resultaten

### Olympische Winterspelen
| Jaar | Plaats      | Resultaten                          |
| ---- | ----------- | ----------------------------------- |
| 2010 | Vancouver   | 26e Reuzenslalom                    |
| 2018 | Pyeongchang | 20e Reuzenslalom                    |
| 2022 | Peking      | 4e Landenwedstrijd 12e Reuzenslalom |

### Wereldkampioenschappen
| Jaar | Plaats                 | Resultaten                          |
| ---- | ---------------------- | ----------------------------------- |
| 2011 | Garmisch-Partenkirchen | 14e Super G DNF2 Reuzenslalom       |
| 2015 | Beaver Creek           | 19e Reuzenslalom                    |
| 2017 | Sankt Moritz           | DNF1 Reuzenslalom                   |
| 2019 | Åre                    | 12e Reuzenslalom                    |
| 2023 | Courchevel-Méribel     | Landenwedstrijd · DNF2 Reuzenslalom |

### Wereldbeker
Eindklasseringen
| Seizoen   | Algm | RS  | SG  | PAR |
| --------- | ---- | --- | --- | --- |
| 2009/2010 | 116e | 35e | –   |     |
| 2010/2011 | 108e | 41e | 37e |     |
| 2011/2012 | 74e  | 28e | 46e |     |
| 2012/2013 | 136e | 49e | –   |     |
| 2014/2015 | 118e | 36e | –   |     |
| 2015/2016 | 109e | 39e | 56e |     |
| 2016/2017 | 82e  | 25e | –   |     |
| 2017/2018 | 58e  | 17e | –   |     |
| 2018/2019 | 41e  | 10e | –   |     |
| 2019/2020 | 22e  | 5e  | –   | 12e |
| 2020/2021 | 44e  | 13e | –   | –   |
| 2021/2022 | 135e | 46e | –   | –   |
| 2022/2023 | 74e  | 23e | –   |     |
| 2023/2024 | 82e  | 28e | –   |     |
| 2024/2025 | 114e | 36e | –   |     |

Wereldbekerzeges
| Datum           | Plaats       | Onderdeel    |
| --------------- | ------------ | ------------ |
| 8 december 2019 | Beaver Creek | Reuzenslalom |